# Andrew Turner (homme politique)
Pour les articles homonymes, voir Turner.
Andrew John Turner (né le 24 octobre 1953) est un homme politique britannique qui est député de l'île de Wight de 2001 à 2017. Membre du Parti conservateur, il en est le vice-président de 2003 à 2005.

## Jeunesse et carrière
Né à Coventry, Turner fait ses études à la Rugby School, une école indépendante pour garçons dans le bourg de Rugby dans le Warwickshire, puis au Keble College de l'université d'Oxford, où il obtient une maîtrise en géographie. Il étudie ensuite pour devenir enseignant à l'université de Birmingham et au Henley Management College.
Turner enseigne la géographie dans les écoles polyvalentes. Turner est conseiller en éducation du gouvernement conservateur précédent et fonde la Grant Maintained Schools Foundation qu'il dirige de 1988 à 1997. Il est conseiller au conseil municipal d'Oxford pendant plusieurs années. En 2000, il travaille pour le Borough londonien de Southwark contrôlé par les travaillistes, sur l'externalisation de leur offre d'éducation à la suite d'un rapport négatif de l'Ofsted.
Avant de devenir député, Turner participe à d'autres élections pour le Parti conservateur. En 1992, il se présente dans la circonscription de Hackney South et Shoreditch et perd face au candidat travailliste Brian Sedgemore. En 1994, il se présente aux élections européennes pour Birmingham East, arrivant à nouveau deuxième derrière les travaillistes. Aux élections de 1997, Turner est le candidat conservateur sur l'île de Wight, arrivant en deuxième position derrière le député libéral-démocrate Peter Brand.

## Carrière parlementaire
Turner bat Peter Brand aux élections générales de 2001, avec une variation de 5,7 % pour les conservateurs et 2 826 voix de plus que les libéraux-démocrates. C'est l'un des rares gains du Parti conservateur aux élections.
Après son élection au parlement, Turner est choisi pour faire partie de l'exécutif du Comité 1922 du Parti conservateur et comme membre du comité de l'éducation et des compétences. Il est également vice-président du Parti conservateur de 2003 à 2005. En 2005, il augmente sa majorité à 12 978 voix (48,9 % des voix).
Plus tard dans l'année, il est nommé au frontbench conservateur, comme ministre fantôme pour les Charities, remplaçant Jacqui Lait, jusqu'en 2006, quand il est remplacé par Greg Clark. Au cours de son mandat conservateur, il est le porte-parole du parti sur le projet de loi sur les organismes de bienfaisance. Le 5 février 2008, il est nommé membre de la Commission de la justice.
Lors des élections générales de 2010, malgré des critiques sur ses frais parlementaires, il est réélu député de l'île de Wight avec une majorité de 10 527 voix sur un total de 32 810 voix, 2,3 % de moins que lors des élections précédentes, mais toujours une victoire confortable avec une part des voix de 46,7 %.
En juillet 2010, le vice-premier ministre Nick Clegg annonce son intention de normaliser la taille des circonscriptions à environ 77 000 électeurs avec des plans pour qu'une partie de l'île soit représentée par un député du continent, ce qui ne s'est pas produit depuis 1832. Deux exceptions aux modifications des frontières ont été apportées aux îles écossaises, mais il est estimé que l'île de Wight étant géographiquement plus proche du continent, une telle exception ne serait pas nécessaire. La campagne One Wight, dirigée par Turner, est lancée avec une pétition le 23 juillet 2010 et au cours de la première semaine, plus de 1 500 personnes ont signé 5 000 à la mi-août. L'objectif de 10 000 signatures est atteint au cours du week-end de la fête de l'ail en août avec le chiffre final de 17 529 avant que la pétition n'atteigne Downing Street.
Le 6 septembre 2010, la pétition OneWight est emmenée à Downing Street avec Turner et plusieurs autres représentants de l'île, dont le représentant travailliste Mark Chiverton et la représentante libérale démocrate Jill Wareham, tous deux candidats aux élections générales de 2010. L'objectif de OneWight est d'avoir un député pour l'île de Wight.